# 라그랑주 역학

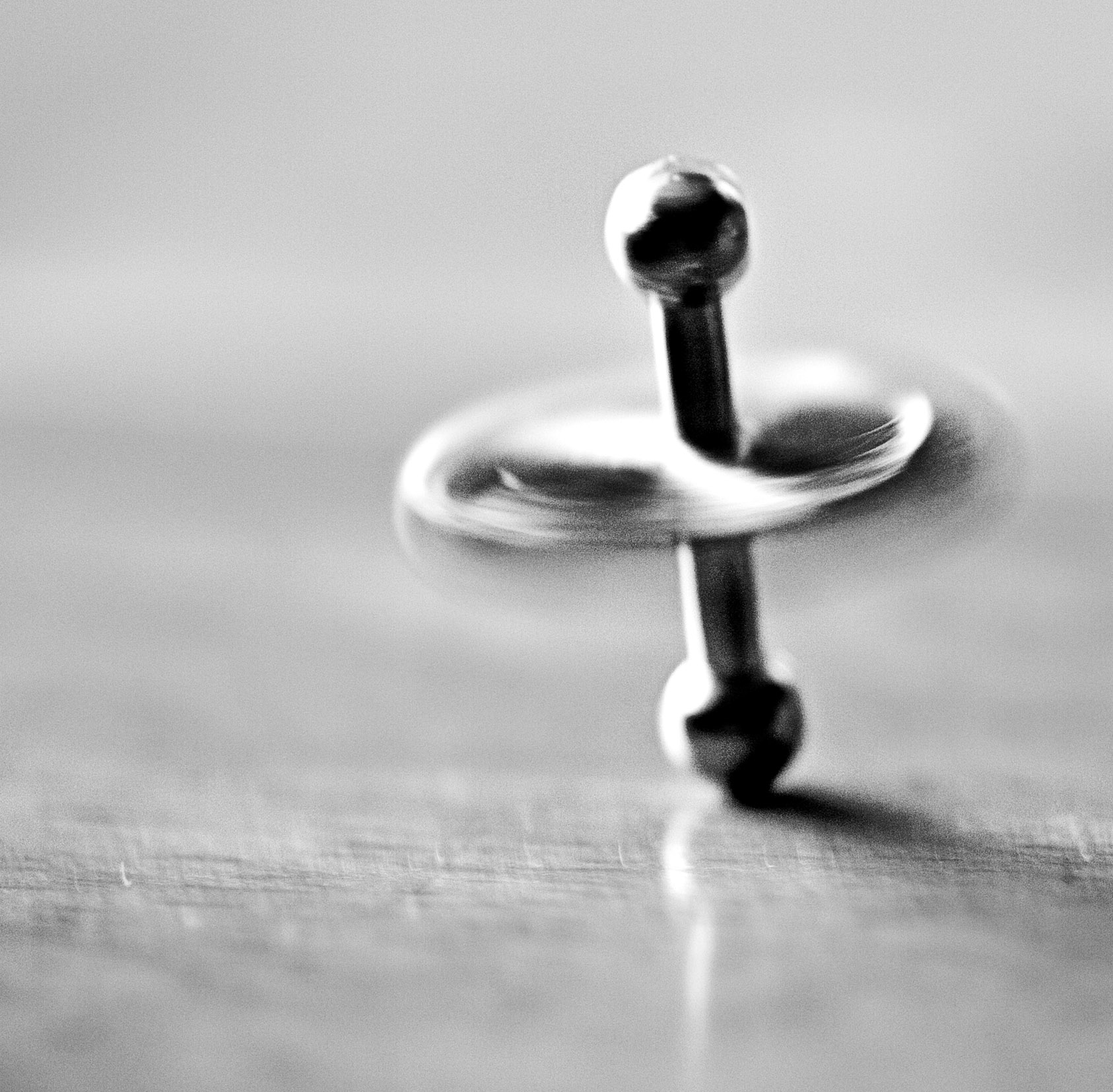
팽이의 세차 운동은 뉴턴 역학을 통해선 분석이 매우 까다롭지만, 라그랑주 역학을 통해선 비교적 쉽게 분석이 가능하다.

라그랑주 역학(영어: Lagrangian mechanics)은 수학자 조제프루이 라그랑주가 기존의 고전역학을 새롭게 수학적 형식화하여 그의 논문 《해석 역학》을 통해 1788년에 발표한 이론이다. 라그랑주 역학은 수학자 피에르 드 페르마, 모페르튀 등으로부터 출발한 접근 방법인, 최소 시간의 원리와 최소 작용의 원리에 기반한다. 작용은 라그랑지언의 선적분이며, 일종의 범함수이다. 작용을 극소로 만드는 곡선을 구하는 것은 결국 오일러-라그랑주 방정식을 푸는 것으로 귀결되며, 이 편미방을 풀어냄으로써 물체의 궤적을 구할 수 있다.

## 라그랑주 역학과 뉴턴 역학의 차이점

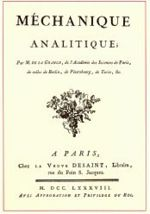
라그랑주의 논문 Mécanique analytique. 이를 통해 라그랑주는 1788년, 그의 이론을 발표한다.

### 주로 다루는 물리량의 차이
뉴턴 역학에서는 외부에서 물체에 미치는 힘에 중점을 두고 벡터량들을 주로 다루지만, 라그랑주 역학은 물체의 운동 에너지와 위치 에너지같은 스칼라량에 중점을 두고 운동을 기술하고 있다. 벡터량에 비해 다루기 쉬운 스칼라량들을 다루고 있기 때문에, 복잡한 경우에는, 뉴턴 역학에 비해 라그랑주 역학이 더욱 더 유용하게 쓰인다. 뿐만 아니라, 힘으로 기술하기 어려운 장의 개념을 포함하는 물리 현상등에도 적용이 가능하게 된다.

### 사용하는 좌표계의 차이
뉴턴 역학의 경우, 벡터량을 주로 다루기 때문에 직교좌표계와 같은 벡터량들을 다루기 쉬운 좌표계에서 운동을 기술한다. 반면에 라그랑주 역학은 일반화 좌표계를 사용한다. 이는 물리학에서의 운동의 분석을 더 쉽게 해준다. 예를 들어, 고리에 매달려서 돌아가는 구슬을 생각해 보자. 뉴턴 역학에서는 구슬의 움직임을 구하려면 각 순간마다 고리가 구슬에 미치는 힘들을 고려하기 위한 복잡한 방정식들을 다뤄야 한다. 하지만 라그랑주 역학에서는 구슬이 고리에 매달린 채로 움직일 수 있는 모든 경로들 중에서 작용을 최소화하는 것을 선택하기만 하면 된다. 각 순간마다 고리가 구슬에 미치는 힘을 고려할 필요가 없기에 방정식의 수가 줄어드는 것이다.

### 철학적 관점의 차이
뉴턴 역학은 물체에 미치는 힘은 이에 따른 운동을 수반한다고 본다. 즉, 하나의 사건(원인)이 다른 사건(결과)을 일으킨다는 인과론적인 역학이다. 하지만, 라그랑주 역학은 운동이 어떤 물리량 작용을 최소로 유지하며 움직인다는 최소 작용 원리를 따른다고 본다. 이 관점에 따르면 운동은 자연이 가지고 있는 어떤 목적을 달성하기 위한 결과로 간주된다. 따라서, 라그랑주 역학은 목적론적인 역학이라 할 수 있다.

## 라그랑주 역학의 중요성
라그랑주가 공식화한 형태의 역학은 다양한 분야에 실용적으로 응용된다는 점 뿐만 아니라 물리학에 대한 보다 심도 깊은 이해를 가져다 주었다는 점에 그 중요성이 있다. 또한, 앞으로 발전한 양자장론 등의 현대 이론 물리학에 지대한 영향을 끼쳤다. 양자장론은 라그랑지안의 양자장론 버전인 라그랑지안 밀도를 중심으로 서술된다. 최소 작용의 원리와 라그랑주 역학은 뇌터 정리와 밀접한 연관이 있으며, 이를 통해 물리적 보존량과 계의 연속적 대칭성 사이에 관계가 맺어진다.

### 양자역학에서의 라그랑주 역학
라그랑주는 원래 고전역학을 묘사하는 것만이 목적이었지만, 그가 라그랑주 방정식을 유도하기 위해 도입한 '작용 원리'는 양자역학에도 응용되었다.
양자역학을 경로적분으로 서술하면 자연스럽게 작용과 라그랑지언이 등장한다. 이에 따라 정상작용원리는 경로적분에서 파동함수의 보강간섭에 인한 고전적 근사라고 말할 수 있다.  또한 라그랑주 역학과 뇌터 정리를 이용하면, 물리적 계의 라그랑주 운동방정식의 특정 항들 사이에 교환자를 삽입하여 자연스럽게 양자화할 수 있다.

### 상대성 이론에서의 라그랑주 역학
해밀턴 역학과 달리, 라그랑주 역학은 자연스럽게 상대론적 이론을 다룰 수 있다. 예를 들어, 상대론적 고전장론에서는 라그랑지언 밀도를 마당과 그 기울기의 함수로 정의한다. 이에 따라 최소 작용의 원리를 상대론적 장론 (고전전자기학 등)에 자연스럽게 적용할 수 있다. 이는 상대론적 양자장론에서도 그대로 적용할 수 있다. 또한 일반 상대성 이론에서도 라그랑주 역학과 비슷한 방식으로 힐베르트 작용을 정의 한 뒤 최소 작용의 원리를 적용하여 중력장방정식을 얻을 수 있다.

## 라그랑주 방정식
라그랑주 역학의 운동방정식을 라그랑주 방정식(Lagrange's equation)이라고 한다. 자세한 형태는 아래와 같다.
{\displaystyle {d \over dt}{\partial T \over \partial {\dot {q}}_{\sigma }}-{\partial T \over \partial q_{\sigma }}=Q_{\sigma }\qquad \sigma =1,\;\cdots ,\;3N-k}
보존계의 경우, 라그랑주 방정식은 다음과 같은 형태를 가지고, 이러한 방정식을 오일러-라그랑주 방정식(Euler-Lagrange equation)이라고 한다.
{\displaystyle {d \over dt}{\partial {\mathcal {L}} \over \partial {\dot {q_{\sigma }}}}-{\partial {\mathcal {L}} \over \partial q_{\sigma }}=0,\qquad \sigma =1,\;\cdots ,\;3N-k}
여기서,
q : 일반화 좌표
σ : 일반화 좌표를 나타내는 지표
N : 입자의 수
k : 홀로노믹 구속의 수
t : 시간
ℒ : 라그랑지언, T-U 로 정의
T : 운동 에너지
U : 퍼텐셜
이다. 보통, 오일러-라그랑주 방정식을 대부분의 라그랑주 역학에서 등장하는 문제를 푸는 데 사용하기 때문에 간단히 오일러-라그랑주 방정식을 라그랑주 방정식이라 부르는 경우가 많다.
| 보존계에서의 라그랑주 방정식[4] |
| --- |
| 보존계의 경우 힘 Fi는 다음과 같이 퍼텐셜 U를 통해 표현된다. {\displaystyle F_{i}=-{\partial U \over \partial x_{i}}} 일반화 힘을 퍼텐셜을 이용해 표현해보자. {\displaystyle Q_{\sigma }\equiv \sum _{i=1}^{3N}F_{i}{\partial x_{i} \over \partial q_{\sigma }}=-\sum _{i=1}^{3N}{\partial U \over \partial x_{i}}{\partial x_{i} \over \partial q_{\sigma }}=-{\partial U \over \partial q_{\sigma }}} 위와 U가 좌표만의 함수임을 이용하면 {\displaystyle {d \over dt}{\partial (T-U) \over \partial {\dot {q}}_{\sigma }}-{\partial (T-U) \over \partial q_{\sigma }}=0\qquad \sigma =1,\;\cdots ,\;3N-k} 이 되고 여기서 라그랑지언 ℒ을 다음과 같이 정의한다. {\displaystyle {\mathcal {L}}\equiv T-U} 이를 대입하면 최종적으로 오일러-라그랑주 방정식을 얻는다. {\displaystyle {d \over dt}{\partial {\mathcal {L}} \over \partial {\dot {q_{\sigma }}}}-{\partial {\mathcal {L}} \over \partial q_{\sigma }}=0,\qquad \sigma =1,\;\cdots ,\;3N-k} |

## 예제

### 자유낙하
점질량 m이 중력가속도 g를 받으면서 자유낙하하는 상황을 생각해보자. 뉴턴의 운동법칙을 통해 운동 방정식을 구해보면 {\displaystyle {\ddot {x}}=g}를 얻고, 최종적으로 낙하한 거리 x는 다음과 같음을 알 수 있다.
{\displaystyle x(t)={\frac {1}{2}}gt^{2}}
이를 라그랑주 역학을 이용해 풀어보자. 일반화 좌표는 x하나이고, 운동에너지와 위치에너지는
{\displaystyle T={\frac {1}{2}}m{\dot {x}}^{2}}
{\displaystyle V=-mgx\;},
라그랑지언은
{\displaystyle {\mathcal {L}}=T-V={\frac {1}{2}}m{\dot {x}}^{2}+mgx}.
이다. 여기에 오일러-라그랑주 방정식을 쓰면
{\displaystyle 0={\frac {\partial {\mathcal {L}}}{\partial x}}-{\frac {\mathrm {d} }{\mathrm {d} t}}{\frac {\partial {\mathcal {L}}}{\partial {\dot {x}}}}=mg-m{\frac {\mathrm {d} {\dot {x}}}{\mathrm {d} t}}}
이 되어
{\displaystyle {\ddot {x}}=g}
임을 알 수 있고, 이는 뉴턴 역학에서의 결과와 같은 결과이다.

### 단진동 운동
상수가 k로 주어지는 단진동 운동의 라그랑지언은 다음과 같이 주어진다.
{\displaystyle {\mathcal {L}}=T-V={\frac {1}{2}}m{\dot {x}}^{2}-{\frac {1}{2}}kx^{2}}
여기서 일반화 좌표를 진동의 원점에서 움직인 거리 x 로 놓고 오일러-라그랑주 방정식을 풀면,
{\displaystyle m{\ddot {x}}+kx=0}
이 되어 뉴턴의 운동 방정식과 같은 결과를 얻을 수 있다.

## 같이 보기
- 뉴턴 역학
- 해밀턴 역학
- 제한된 삼체문제
- 최소 작용의 원리
- 정준좌표계
- 일반화 좌표계